# Stefan Moysa-Rosochacki (ziemianin)
Stefan Moysa-Rosochacki (ur. 17 kwietnia 1853, zm. 9 grudnia 1920 we Lwowie) – prawnik, ziemianin, poseł na Sejm Krajowy Galicji i do austriackiej Rady Państwa.

## Życiorys
Studiował prawo na Uniwersytecie Lwowskim uzyskując stopień doktora nauk prawnych. W 1882 został członkiem, a od 1890 był prezesem Rady Powiatowej w Śniatyniu. Od 1883 należał do Galicyjskiego Towarzystwa Gospodarskiego, należał również do Galicyjskiego Towarzystwa Kredytowego Ziemskiego, którego prezesem pozostawał do końca życia. W 1901 został wybrany mężem zaufania dla oddziału hipotecznego w Banku Austro-Węgierskim w Wiedniu (jako następca Edwarda Gniewosza). Członek Rady Nadzorczej galicyjskiego Banku Krajowego (1902-1918).   
Czynny politycznie, z poglądów konserwatysta, związany z podolakami skupionymi wokół Włodzimierza Kozłowskiego. Poseł do galicyjskiego Sejmu Krajowego V kadencji (10 września 1888 – 26 stycznia 1889), VIII kadencji (28 grudnia 1901 – 12 października 1907), IX kadencji (15 września 1908 –  2 kwietnia 1913) wybieranym z kurii IV (gmin wiejskich) w okręgu nr 14 – Śniatyń. Po raz pierwszy został wybrany po rezygnacji Tytusa Siengalewicza w 1887. Był także posłem X kadencji (5 grudnia 1913 – 14 marca 1914) wybranym w kurii I (wielkiej własności) z okręgu nr 15 – Kołomyja. Pracował w sejmowych komisjach gospodarczych i administracyjnych, m.in. regulacją rzek, budową dróg oraz reformą wyborczą.. W 1913 był zdecydowanym przeciwnikiem ugody z Ukraińcami.
Był posłem do austriackiej Rady Państwa IX kadencji (od 25 października 1898 do 8 czerwca 1900) z kurii V powszechnej w okręgu 14 (Kołomyja-Nadwórna-Bohorodczany-Kossów-Śniatyń), X kadencji (31 stycznia 1901 – 30 stycznia 1907) także z kurii V powszechnej w okręgu 15 (Borszczów–Zaleszczyki–Czortków–Husiatyń–Trembowla–Skałat) oraz XI kadencji (17 lutego 1907 – 30 marca 1911) z okręgu nr 32 Buczacz–Zaleszczyki-Śniatyń  Należał do Koła Polskiego wykazując zainteresowanie sprawami gospodarczymi i finansowymi. W czasie I wojny światowej związany był z działalnością wiedeńskich a następnie lwowskich agend Naczelnego Komitetu Narodowego.

## Wyróżnienia i odznaczenia
Honorowy obywatel miast na Pokuciu m.in. Kołomyi (1907), Kut (1907), Śniatynia (1906), Peczeniżyna (1906) i Tłumacza (1911). W 1908 został odznaczony Komandorią Orderu Franciszka Józefa z Gwiazdą. 19 października 1910 otrzymał tytuł barona.

## Rodzina i życie prywatne
Pochodził z rodziny ormiańskiej osiadłej na Bukowinie. Był synem ziemianina Jana, który w 1875 otrzymał tytuł szlachecki z prawem używania przydomku Rosochacki. W 1898 otrzymał potwierdzenie szlachectwa, oficjalnie nobilitowany 14 marca 1899. W 1887 poślubił Louise Marie Kapri von Meracey (1868-1939). Mieli dwoje dzieci Janinę oraz Michała. Jego wnukiem był Stefan, ksiądz jezuita.